# Nimotuzumab
Nimotuzumab es un anticuerpo monoclonal humanizado cuyo uso ha sido aprobado en varios países para el tratamiento del carcinoma escamoso de cabeza y cuello, glioma y cáncer nasofaríngeo.  
 Ha sido designado como medicamento huérfano por la Agencia Europea de Medicamentos para glioma y cáncer de páncreas y para glioma por la Administración de Alimentos y Medicamentos (FDA) de Estados Unidos.

## Mecanismo de acción
Nimotuzumab es un anticuerpo monoclonal humanizado que reconoce el receptor del factor de crecimiento epidérmico y lo bloquea en su dominio extracelular, inhibiendo de esta forma la proliferación de las células cancerosas. Promueve la apoptosis, limita la neo-angiogénesis, es decir la formación de nuevos vasos sanguíneos en el tumor y tiene acción radiosensibilizante por lo que favorece la destrucción de las células malignas por la radioterapia.
El receptor del factor de crecimiento epidérmico (EGFR) es un objetivo clave en el desarrollo de nuevas terapias contra el cáncer. Se ha comprobado que diferentes medicamentos dirigidos contra este receptor mejoran la respuesta al tratamiento cuando se utilizan de manera combinada con terapias clásicas como la radioterapia y la quimioterapia.
Varios estudios han comprobado que el gen que codifica el EGFR se expresa en gran medida en diferentes tipos de cáncer. La expresión del gen EGFR se relaciona estrechamente con el crecimiento, proliferación, capacidad de invasión y formación de metástasis, por lo cual su inhibición ralentiza el desarrollo tumoral.  
El factor de crecimiento epidérmico (EGF), es una proteína que estimula el crecimiento y la diferenciación celular combinándose con su receptor, el receptor del factor de crecimiento epidérmico (EGFR).

## Desarrollo
El medicamento fue desarrollado en el Centro de Inmunología Molecular de La Habana (Cuba). En el año 2009 su uso estaba aprobado para el tratamiento del carcinoma escamoso de cabeza y cuello en India, Cuba, Argentina, Colombia, Costa de Marfil, Gabón, Ucrania, Perú y Sri Lanka, para el tratamiento del glioma en Cuba, Argentina, Filipinas y Ucrania, para el tratamiento del cáncer nasofaringeo en China y había sido declarado medicamento huérfano para el glioma en Estados Unidos y para el glioma y el cáncer de páncreas en los países europeos dependientes de la Agencia Europea de Medicamentos. En 2023 su uso se aprobó en China para el tratamiento del cáncer de páncreas.

## Efectos secundarios
En general el medicamento es bien tolerado. Los efectos secundarios observados con más frecuencia son: escalofríos, fiebre, náuseas, vómitos, sequedad de boca, astenia, hipertensión arterial, hipotensión arterial y sofocos.